# Johannes Grunow

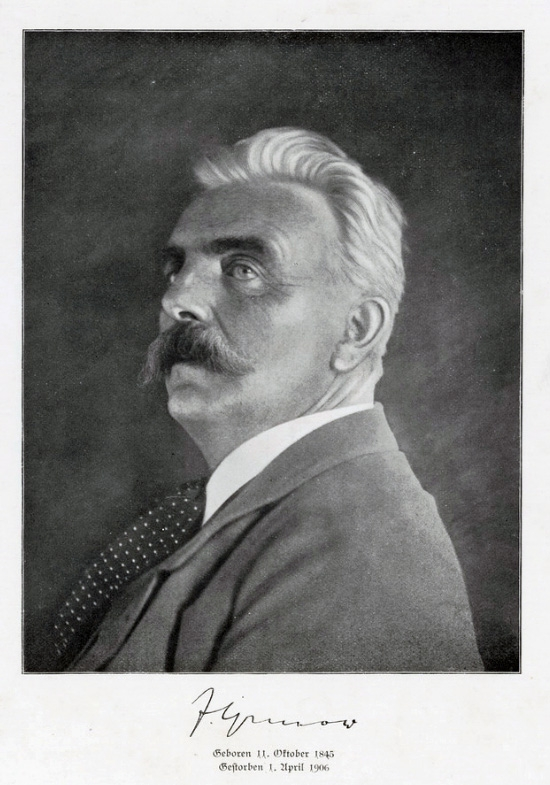
Johannes Grunow

Johannes Carl Ludwig Grunow (* 11. Oktober 1845 in Leipzig; † 1. April 1906 ebenda) war ein deutscher Buchhändler und Verleger.
Johannes Grunow war der Sohn von Friedrich Wilhelm Grunow (1816–1877). Dieser hatte 1839 die von seinem Onkel Friedrich Ludwig Herbig 1819 in Leipzig gegründete Kommissions- und Verlagsbuchhandlung übernommen. Hier wurde ab 1842 die Zeitschrift „Die Grenzboten“ herausgegeben. 1860 trennte Friedrich Wilhelm Grunow den Verlag vom Kommissionsbuchhandel und führte ihn unter seinem Namen.
Diesen Verlag erbte 1877 Johannes Grunow. Nachdem Gustav Freytag, Julian Schmidt, Hans Blum und andere aus der Redaktion der Zeitschrift Die Grenzboten ausgeschieden waren, übernahm 1878 Johannes Grunow die Redaktion, bis 1897 in Gemeinschaft mit Gustav Wustmann.
Johannes Grunow verlegte auch Schriften von Paul Göhre, Charlotte Niese, Adolf Rosenberg und Prosawerke von Max Allihn (Pseudonym: Fritz Anders).
Er wurde im Grunowschen Familiengrab auf dem Neuen Johannisfriedhof beerdigt. 

## Schrift
- Vom Bücherkaufen und von Bücherpreisen in Deutschland. In: Grenzboten. Jg. 62. 1903, H. 33.